# Kaste gris
Kaste gris er et spil, hvor det gælder om først at få 100 point ved at kaste to figurer, der forestiller grise. Man skal bruge et spil kaste gris, en blyant/kuglepen og en regnskabsblok.

## Spilleregler
Man skiftes til at kaste de to grise, hvorefter man får point for den måde, som grisene lander på:
- Begge grise lander på samme side: 1 point
  - Grisene lander på hver sin side: 0 point og man mister de point, man har samlet op i denne runde
- En gris lander på benene: 5 point
  - Begge grise lander på benene: 20 point
- En gris lander på ryggen: 5 point
  - Begge grise lander på ryggen: 20 point
- En gris lander på trynen: 10 point
  - Begge grise lander på trynen: 40 point
- En gris lander på øre og tryne: 15 point
  - Begge grise lander på øre og tryne: 60 point
- Hvis grisene rører hinanden, mister man alle sine point i spillet
- Hvis grisene står ovenpå hinanden, er man ude af spillet

Man må blive ved med at kaste med grisene indtil man ikke tør mere, da der er risiko for at miste de opsparede point. Når man stopper, skriver man pointene til regnskabet. Hvis grisene lander på hver sin side, de rører hinanden eller står ovenpå hinanden, mister man sin tur og de opsparede point i den pågældende runde, eller i sidstnævnte tilfælde i hele spillet.